# NHL Amateur Draft 1970
L'NHL Amateur Draft 1970 è stato l'8º draft della National Hockey League. Si è tenuto l'11 giugno 1970 presso il Queen Elizabeth Hotel di Montréal.
L'ottava edizione dell'NHL Amateur Draft vide per la prima volta la partecipazione delle nuove franchigie di Vancouver e Buffalo, fatto che portò le scelte totali al primo giro a 14. Ben sei delle prime scelte quattordici scelte assolute furono scambiate prima dell'inizio del draft. Le squadre avevano la facoltà di passare il proprio turno a piacimento, finché tutte le altre squadre avessero scelto il numero voluto di giocatori. I St. Louis Blues giunsero a selezionare giocatori fino al tredicesimo giro.
I Buffalo Sabres selezionarono il centro Gilbert Perreault dai Montreal Junior Canadiens, i Vancouver Canucks invece come seconda scelta puntarono sul difensore Dale Tallon, proveniente dai Toronto Marlboros, mentre i Boston Bruins scelsero in terza posizione l'ala destra Reggie Leach dei Flin Flon Bombers. Fra i 115 giocatori selezionati 67 erano attaccanti, 36 erano difensori mentre 12 erano portieri. Dei giocatori scelti 60 giocarono in NHL, 7 vinsero la Stanley Cup mentre 3 di loro entrarono a far parte della Hockey Hall of Fame.

## Expansion Draft
L'NHL Expansion Draft 1970, il secondo nella storia della NHL, si svolse il 9 giugno 1970 presso il Queen Elizabeth Hotel di Montréal. Il draft ebbe luogo per permettere di completare i roster delle due nuove franchigie iscritte in NHL a partire dalla stagione 1970-71: i Buffalo Sabres ed i Vancouver Canucks.

## Turni
|  | = NHL All-Star |  |  | = Membro della Hall of Fame |

Legenda delle posizioni

A = Attaccante   AD = Ala destra   AS = Ala sinistra   C = Centro   D = Difensore   P = Portiere

### Primo giro
| #  | Giocatore             | Nazionalità | Squadra NHL                           | Squadra di provenienza             |
| -- | --------------------- | ----------- | ------------------------------------- | ---------------------------------- |
| 1  | Gilbert Perreault (C) | Canada      | Buffalo Sabres                        | Canadien Jr. de Montréal (OHA)     |
| 2  | Dale Tallon (D)       | Canada      | Vancouver Canucks                     | Toronto Marlboros (OHA)            |
| 3  | Reggie Leach (AD)     | Canada      | Boston Bruins (da Los Angeles)        | Flin Flon Bombers (WCJHL)          |
| 4  | Rick MacLeish (AS)    | Canada      | Boston Bruins (da Philadelphia)       | Peterborough Petes (OHA)           |
| 5  | Ray Martyniuk (P)     | Canada      | Montreal Canadiens (da California)    | Flin Flon Bombers (WCJHL)          |
| 6  | Chuck Lefley (AS)     | Canada      | Montreal Canadiens (da Minnesota)     | Canadian National Development Team |
| 7  | Greg Polis (AS)       | Canada      | Pittsburgh Penguins                   | Estevan Bruins (WCJHL)             |
| 8  | Darryl Sittler (C)    | Canada      | Toronto Maple Leafs                   | London Knights (OHA)               |
| 9  | Ron Plumb (D)         | Canada      | Boston Bruins (da St. Louis)          | Peterborough Petes (OHA)           |
| 10 | Chris Oddleifson (C)  | Canada      | California Golden Seals (da Montreal) | Winnipeg Monarchs (WCJHL)          |
| 11 | Norm Gratton (AD)     | Canada      | New York Rangers                      | Canadien Jr. de Montréal (OHA)     |
| 12 | Serge Lajeunesse (D)  | Canada      | Detroit Red Wings                     | Canadien Jr. de Montréal (OHA)     |
| 13 | Bob Stewart (D)       | Canada      | Boston Bruins                         | Oshawa Generals (OHA)              |
| 14 | Dan Maloney (AS)      | Canada      | Chicago Black Hawks                   | London Knights (OHA)               |

### Secondo giro
| #  | Giocatore               | Nazionalità | Squadra NHL                                         | Squadra di provenienza         |
| -- | ----------------------- | ----------- | --------------------------------------------------- | ------------------------------ |
| 15 | Butch Deadmarsh (AS)    | Canada      | Buffalo Sabres                                      | Brandon Wheat Kings (WCJHL)    |
| 16 | Jim Hargreaves (D)      | Canada      | Vancouver Canucks                                   | Winnipeg Monarchs (WCJHL)      |
| 17 | Buster Harvey (AD)      | Canada      | Minnesota North Stars (da Los Angeles via Montreal) | Hamilton Red Wings (OHA)       |
| 18 | Bill Clement (C)        | Canada      | Philadelphia Flyers                                 | Ottawa 67's (OHA)              |
| 19 | Pete Laframboise (C)    | Canada      | California Golden Seals                             | Ottawa 67's (OHA)              |
| 20 | Fred Barrett (D)        | Canada      | Minnesota North Stars                               | Toronto Marlboros (OHA)        |
| 21 | John Stewart (AS)       | Canada      | Pittsburgh Penguins                                 | Flin Flon Bombers (WCJHL)      |
| 22 | Errol Thompson (D)      | Canada      | Toronto Maple Leafs                                 | Charlottetown Royals (NBSHL)   |
| 23 | Murray Keogan (C)       | Canada      | St. Louis Blues                                     | MN Duluth Bulldogs (NCAA)      |
| 24 | Al McDonough (AD)       | Canada      | Los Angeles Kings (da Montreal)                     | St. Catharines B.Hawks (OHA)   |
| 25 | Mike Murphy (AD)        | Canada      | New York Rangers                                    | Toronto Marlboros (OHA)        |
| 26 | Bob Guindon (AS)        | Canada      | Detroit Red Wings                                   | Canadien Jr. de Montréal (OHA) |
| 27 | Dan Bouchard (P)        | Canada      | Boston Bruins                                       | London Knights (OHA)           |
| 28 | Michel Archambault (AS) | Canada      | Chicago Black Hawks                                 | Drummondville Rangers (QMJHL)  |

### Terzo giro
| #  | Giocatore             | Nazionalità | Squadra NHL                         | Squadra di provenienza        |
| -- | --------------------- | ----------- | ----------------------------------- | ----------------------------- |
| 29 | Steve Cuddie (D)      | Canada      | Buffalo Sabres                      | Toronto Marlboros (OHA)       |
| 30 | Ed Dyck (P)           | Canada      | Vancouver Canucks                   | Calgary Centennials (WCJHL)   |
| 31 | Steve Carlyle (D)     | Canada      | Montreal Canadiens (da Los Angeles) | Red Deer Rustlers (AJHL)      |
| 32 | Bob Kelly (C)         | Canada      | Philadelphia Flyers                 | Oshawa Generals (OHA)         |
| 33 | Randy Rota (C)        | Canada      | California Golden Seals             | Calgary Centennials (WCJHL)   |
| 34 | Dennis Patterson (D)  | Canada      | Minnesota North Stars               | Peterborough Petes (OHA)      |
| 35 | Larry Bignell (D)     | Canada      | Pittsburgh Penguins                 | Edmonton Oil Kings (WCJHL)    |
| 36 | Gerry O'Flaherty (AS) | Canada      | Toronto Maple Leafs                 | Kitchener Rangers (OHA)       |
| 37 | Ron Climie (AS)       | Canada      | St. Louis Blues                     | Hamilton Red Wings (OHA)      |
| 38 | Terry Holbrook (AD)   | Canada      | Los Angeles Kings (da Montreal)     | London Knights (OHA)          |
| 39 | Wendell Bennett (AD)  | Canada      | New York Rangers                    | Weyburn Red Wings (SJHL)      |
| 40 | Yvon Lambert (AS)     | Canada      | Detroit Red Wings                   | Drummondville Rangers (QMJHL) |
| 41 | Ray Brownlee (AS)     | Canada      | Boston Bruins                       | University of Brandon (CIAU)  |
| 42 | Len Frig (D)          | Canada      | Chicago Black Hawks                 | Calgary Centennials (WCJHL)   |

### Quarto giro
| #  | Giocatore            | Nazionalità | Squadra NHL                         | Squadra di provenienza        |
| -- | -------------------- | ----------- | ----------------------------------- | ----------------------------- |
| 43 | Randy Wyrozub (C)    | Canada      | Buffalo Sabres                      | Edmonton Oil Kings (WCJHL)    |
| 44 | Brent Taylor (AD)    | Canada      | Vancouver Canucks                   | Estevan Bruins (WCJHL)        |
| 45 | Cal Hammond (P)      | Canada      | Montreal Canadiens (da Los Angeles) | Flin Flon Bombers (WCJHL)     |
| 46 | Jacques Lapierre (D) | Canada      | Philadelphia Flyers                 | Shawinigan Bruins (QMJHL)     |
| 47 | Ted McAneeley (D)    | Canada      | California Golden Seals             | Edmonton Oil Kings (WCJHL)    |
| 48 | Dave Cressman (AS)   | Canada      | Minnesota North Stars               | Kitchener Rangers (OHA)       |
| 49 | Connie Forey (AS)    | Canada      | Pittsburgh Penguins                 | Ottawa 67's (OHA)             |
| 50 | Bob Gryp (AS)        | Canada      | Toronto Maple Leafs                 | Boston U. Terriers (ECAC)     |
| 51 | Gord Brooks (AD)     | Canada      | St. Louis Blues                     | London Knights (OHA)          |
| 52 | John French (C)      | Canada      | Montreal Canadiens                  | Toronto Marlboros (OHA)       |
| 53 | Andre St. Pierre (D) | Canada      | New York Rangers                    | Drummondville Rangers (QMJHL) |
| 54 | Tom Johnston (AD)    | Canada      | Detroit Red Wings                   | Toronto Marlboros (OHA)       |
| 55 | Gord Davies (AS)     | Canada      | Boston Bruins                       | Toronto Marlboros (OHA)       |
| 56 | Walt Ledingham (C)   | Canada      | Chicago Black Hawks                 | MN Duluth Bulldogs (NCAA)     |

### Quinto giro
| #  | Giocatore           | Nazionalità | Squadra NHL             | Squadra di provenienza          |
| -- | ------------------- | ----------- | ----------------------- | ------------------------------- |
| 57 | Mike Morton (AD)    | Canada      | Buffalo Sabres          | Shawinigan Bruins (QMJHL)       |
| 58 | Bill McFadden (A)   | Canada      | Vancouver Canucks       | Swift Current Broncos (WCJHL)   |
| 59 | Billy Smith (P)     | Canada      | Los Angeles Kings       | Cornwall Royals (QMJHL)         |
| 60 | Doug Kerslake (AD)  | Canada      | Philadelphia Flyers     | Edmonton Oil Kings (WCJHL)      |
| 61 | Ray Gibbs (P)       | Canada      | California Golden Seals | Charlottetown Royals (NBSHL)    |
| 62 | Hank Lehvonen (D)   | Canada      | Minnesota North Stars   | Kitchener Rangers (OHA)         |
| 63 | Steve Cardwell (AS) | Canada      | Pittsburgh Penguins     | Oshawa Generals (OHA)           |
| 64 | Luc Simard (AD)     | Canada      | Toronto Maple Leafs     | Trois-Rivières Draveurs (QMJHL) |
| 65 | Mike Stevens (D)    | Canada      | St. Louis Blues         | MN Duluth Bulldogs (NCAA)       |
| 66 | Rick Wilson (D)     | Canada      | Montreal Canadiens      | ND Fighting Hawks (NCAA)        |
| 67 | Gary Coalter (AD)   | Canada      | New York Rangers        | Hamilton Red Wings (OHA)        |
| 68 | Tom Mellor (D)      | Stati Uniti | Detroit Red Wings       | Boston College Eagles (ECAC)    |
| 69 | Bob Roselle (AS)    | Canada      | Boston Bruins           | Sorel Éperviers (QMJHL)         |
| 70 | Gilles Meloche (P)  | Canada      | Chicago Black Hawks     | Verdun Maple Leafs (QMJHL)      |

### Sesto giro
| #  | Giocatore            | Nazionalità | Squadra NHL             | Squadra di provenienza         |
| -- | -------------------- | ----------- | ----------------------- | ------------------------------ |
| 71 | Mike Keeler (D)      | Canada      | Buffalo Sabres          | Niagara Falls Flyers (OHA)     |
| 72 | Dave Gilmour (AS)    | Canada      | Vancouver Canucks       | London Knights (OHA)           |
| 73 | Gerry Bradbury (C)   | Canada      | Los Angeles Kings       | London Knights (OHA)           |
| 74 | Dennis Giannini (AS) | Canada      | Philadelphia Flyers     | London Knights (OHA)           |
| 75 | Doug Moyes (AD)      | Canada      | California Golden Seals | Sorel Éperviers (QMJHL)        |
| 76 | Murray McNeil (AS)   | Canada      | Minnesota North Stars   | Calgary Centennials (WCJHL)    |
| 77 | Bob Fitchner (C)     | Canada      | Pittsburgh Penguins     | Brandon Wheat Kings (WCJHL)    |
| 78 | Cal Booth (AS)       | Canada      | Toronto Maple Leafs     | Weyburn Red Wings (SJHL)       |
| 79 | Claude Moreau (D)    | Canada      | St. Louis Blues         | Canadien Jr. de Montréal (OHA) |
| 80 | Bob Brown (D)        | Canada      | Montreal Canadiens      | Boston U. Terriers (ECAC)      |
| 81 | Duane Wylie (C)      | Canada      | New York Rangers        | St. Catharines B.Hawks (OHA)   |
| 82 | Bernie MacNeil (AS)  | Canada      | Detroit Red Wings       | Espanola Eagles (NOJHL)        |
| 83 | Murray Wing (D)      | Canada      | Boston Bruins           | ND Fighting Hawks (NCAA)       |

### Settimo giro
| #  | Giocatore          | Nazionalità | Squadra NHL                    | Squadra di provenienza       |
| -- | ------------------ | ----------- | ------------------------------ | ---------------------------- |
| 84 | Tim Regan (P)      | Stati Uniti | Buffalo Sabres                 | Boston U. Terriers (ECAC)    |
| 85 | Jack Taggart (D)   | Canada      | St. Louis Blues (da Vancouver) | Denver Pioneers (NCAA)       |
| 86 | Brian Carlin (AS)  | Canada      | Los Angeles Kings              | Calgary Centennials (WCJHL)  |
| 87 | Hank Nowak (AS)    | Canada      | Philadelphia Flyers            | Oshawa Generals (OHA)        |
| 88 | Terry Murray (D)   | Canada      | California Golden Seals        | Ottawa 67's (OHA)            |
| 89 | Gary Geldart (D)   | Canada      | Minnesota North Stars          | London Knights (OHA)         |
| 90 | Jim Pearson (D)    | Canada      | Pittsburgh Penguins            | St. Catharines B.Hawks (OHA) |
| 91 | Paul Larose (AD)   | Canada      | Toronto Maple Leafs            | Québec Remparts (QMJHL)      |
| 92 | Terry Marshall (D) | Canada      | St. Louis Blues                | Brandon Wheat Kings (WCJHL)  |
| 93 | Bob Fowler (AD)    | Stati Uniti | Montreal Canadiens             | Estevan Bruins (WCJHL)       |
| 94 | Wayne Bell (P)     | Canada      | New York Rangers               | Estevan Bruins (WCJHL)       |
| 95 | Ed Hays (C)        | Canada      | Detroit Red Wings              | Denver Pioneers (NCAA)       |
| 96 | Glenn Siddall (AS) | Canada      | Boston Bruins                  | Kitchener Rangers (OHA)      |

### Ottavo giro
| #   | Giocatore               | Nazionalità | Squadra NHL             | Squadra di provenienza         |
| --- | ----------------------- | ----------- | ----------------------- | ------------------------------ |
| 97  | Doug Rombough (C)       | Canada      | Buffalo Sabres          | St. Catharines B.Hawks (OHA)   |
| 98  | Brian Chinnick (C)      | Canada      | Los Angeles Kings       | Peterborough Petes (OHA)       |
| 99  | Gary Cunningham (D)     | Canada      | Philadelphia Flyers     | St. Catharines B.Hawks (OHA)   |
| 100 | Alan Henry (D)          | Canada      | California Golden Seals | ND Fighting Hawks (NCAA)       |
| 101 | Mickey Donaldson (AS)   | Canada      | Minnesota North Stars   | Peterborough Petes (OHA)       |
| 102 | Cam Newton (P)          | Canada      | Pittsburgh Penguins     | Kitchener Rangers (OHA)        |
| 103 | Ron Low (P)             | Canada      | Toronto Maple Leafs     | Dauphin Kings (MJHL)           |
| 104 | Dave Tataryn (P)        | Canada      | St. Louis Blues         | Niagara Falls Flyers (OHA)     |
| 105 | Ric Jordan (D)          | Canada      | Montreal Canadiens      | Boston U. Terriers (ECAC)      |
| 106 | Pierre Brind'Amour (AS) | Canada      | New York Rangers        | Canadien Jr. de Montréal (OHA) |

### Nono giro
| #   | Giocatore         | Nazionalità | Squadra NHL                    | Squadra di provenienza        |
| --- | ----------------- | ----------- | ------------------------------ | ----------------------------- |
| 107 | Luc Nadeau (C)    | Canada      | Buffalo Sabres                 | Drummondville Rangers (QMJHL) |
| 108 | Bob Winograd (D)  | Canada      | St. Louis Blues (da Vancouver) | Colorado C. Tigers (NCAA)     |
| 109 | Jean Daigle (AS)  | Canada      | Philadelphia Flyers            | Sorel Éperviers (QMJHL)       |
| 110 | Ron Lemieux (D)   | Canada      | Pittsburgh Penguins            | Dauphin Kings (MJHL)          |
| 111 | Mike Lampman (AS) | Canada      | St. Louis Blues                | Denver Pioneers (NCAA)        |

### Decimo giro
| #   | Giocatore       | Nazionalità | Squadra NHL     | Squadra di provenienza   |
| --- | --------------- | ----------- | --------------- | ------------------------ |
| 112 | Jeff Rotsch (D) | Stati Uniti | St. Louis Blues | Wisconsin Badgers (NCAA) |

### Undicesimo giro
| #   | Giocatore     | Nazionalità | Squadra NHL     | Squadra di provenienza  |
| --- | ------------- | ----------- | --------------- | ----------------------- |
| 113 | Al Calver (D) | Canada      | St. Louis Blues | Kitchener Rangers (OHA) |

### Dodicesimo giro
| #   | Giocatore          | Nazionalità | Squadra NHL     | Squadra di provenienza               |
| --- | ------------------ | ----------- | --------------- | ------------------------------------ |
| 114 | Jerry McDonald (D) | Canada      | St. Louis Blues | St. Francis Xavier University (CIAU) |

### Tredicesimo giro
| #   | Giocatore         | Nazionalità | Squadra NHL     | Squadra di provenienza |
| --- | ----------------- | ----------- | --------------- | ---------------------- |
| 115 | Gerald Haines (A) | Canada      | St. Louis Blues | Kenora Muskies (MJHL)  |